# DeVoKo
Devoko is de grootste zaalsport en dus ook volleybalvereniging uit Denekamp, met ruim 400 leden. Het eerste damesteam komt uit in de nationale topdivisie. De volleybalclub is ontstaan uit de fusie tussen Syrphus, dat veel jeugdleden telde en DVC, die veel senioren hadden. Zo ontstond DeVoKo, de Denekampse Volleybal Kombinatie.
In de beginjaren timmerden vooral de heren behoorlijk aan de weg. De laatste jaren neemt het aantal herenteams af. Het laatste herenprestatieteam, uitkomende in de derde divisie, hield op te bestaan na het seizoen 2013/2014. Daarentegen presteerden de dames uitstekend, met als hoogtepunt de promotie van dames 1 in het seizoen 2013/2014 naar de landelijke topdivisie.